# Lake District
Pour l'aire protégée, voir Parc national du Lake District.
Le Lake District, aussi connu sous le nom de The Lakes ou Lakeland, est une région montagneuse située dans le Nord-Ouest de l'Angleterre. Très appréciée comme destination de vacances, elle est renommée en raison de ses lacs et montagnes (ou collines), et de ses liens avec la poésie du début du XIXe siècle et les écrits de William Wordsworth et des Lakistes.
La partie centrale, la plus visitée de la région se trouve dans le parc national du Lake District, le plus grand des treize parcs nationaux de l'Angleterre et du pays de Galles, et le deuxième au Royaume-Uni. Il se trouve entièrement en Cumbria, partagé entre les comtés de Cumberland et de Westmorland dans l'une des rares régions montagneuses d'Angleterre. Tous les sommets d'Angleterre s'élevant à plus de 900 mètres d'altitude se trouvent dans le parc, notamment Scafell Pike, le point culminant de l'Angleterre. Il contient également les lacs les plus profonds et les plus grands d'Angleterre.
La région a été ajoutée à la liste du patrimoine mondial de l'humanité, par l'UNESCO, en juillet 2017.

## Toponymie
Les montagnes du Lake District sont indiquées sur les cartes comme les Cumbrian Mountains mais cette désignation est largement oubliée et la zone appelée simplement Lake District.
Malgré son nom, un seul plan d'eau du Lake District contient le mot « lac » dans son intitulé, le lac Bassenthwaite, les autres étant appelés meres, waters, tarns ou reservoirs.

## Géographie

### Géomorphologie
La région du Lake District s'étend sur environ 55 km de diamètre. Ses principales caractéristiques sont le résultat des périodes glaciaires, la plus récente ayant pris fin il y a environ 15 000 ans. Ce sont notamment les larges vallées en « U » sculptées par la glace, dont beaucoup sont maintenant remplies de lacs qui donnent son nom au parc. Les régions supérieures contiennent un certain nombre de cirques glaciaires qui sont généralement remplis de petits lacs.

### Climat
Le Lake District est la région la plus pluvieuse de l'Angleterre. Les précipitations varient grandement selon les localités. Seathwaite, un hameau près de Scafell Pike, est la localité la plus pluvieuse en Angleterre, avec une moyenne annuelle des précipitations de 3 300 mm. Au contraire, Keswick, à 14 km au nord de Seathwaite, reçoit 1 470 mm. Les côtes et les cimes sont venteuses, mais les vallés sont à l’abri des vents. Les temperatures sont similaires aux autres régions de l'Angleterre du Nord.

#### Northern Fells

Vue du groupe montagneux de Skiddaw, de la ville de Keswick et du Derwentwater depuis Walla Crag.

### Subdivisions

#### North Western Fells
La zone située au nord-ouest se dresse entre les vallées de Borrowdale et de Buttermere, le col Honister reliant les deux vallées. Cette zone comprend les collines Newlands Fells (Dale Head, Robinson, Catbells) et la ligne de crête les rejoignant. Au nord se trouvent les collines de Grasmoor, Grisedale Pike et celles autour de la vallée de Coledale et, dans l'extrême nord-ouest, la forêt de Thornthwaite Forest et la colline de Lord's Seat. La région a des collines d'ardoise arrondies, avec quelques petits lacs et peu de zones rocheuses.

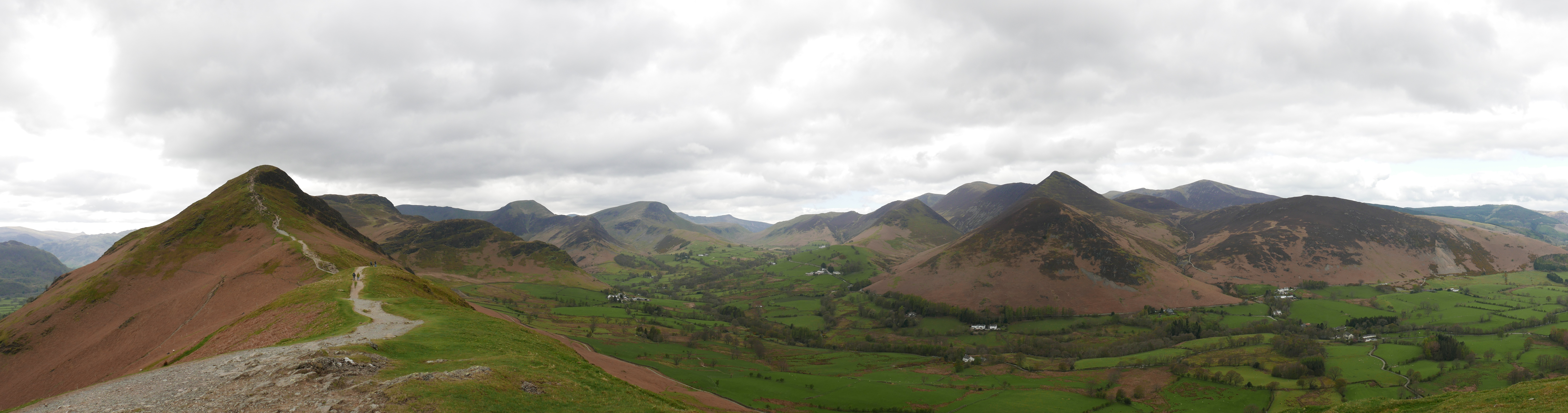
Montagnes environnantes depuis le sommet du Catbells.

#### Western Fells
La partie occidentale est la région située entre Buttermere, Wasdale et le mont Sty Head, formant un grand triangle. Le lac d'Ennerdale est au centre de la région, qui comprend au nord le mont High Stile, les Fells Loweswater à l'extrême nord-ouest, le mont Pillar au sud-ouest, et le Great-Gable (899 m) près de Sty Head. Parmi les autres monts de la région figurent Seatallan, Haystacks et Kirk Fell. Cette région est escarpée, avec le sommet impressionnant de Pillar Rock comme pièce maîtresse. Le lac Wastwater, situé dans cette zone, est le plus profond lac d'Angleterre. Dominant la vallée de Wasdale, le Scafell Pike est la plus haute montagne d'Angleterre.

#### Central Fells
Les collines de la partie centrale sont les plus basses de la région. Elles ont la forme d'une longue botte allant de Loughrigg Fell au-dessus d'Ambleside, une destination touristique populaire, à Keswick, avec les lacs de Derwentwater à l'ouest et Thirlmere à l'est. Les Langdale Pikes, avec le mont High Raise derrière eux, sont une autre destination appréciée des randonneurs. La région au nord de High Seat est exceptionnellement marécageuse.

#### Eastern Fells
La zone est constituée d'une longue barrière orientée nord-sud, la chaîne Helvellyn, allant de Clough Head à Seat Sandal atteignant 950 m à son point le plus haut, le sommet Helvellyn. Le versant ouest de cette chaine est plutôt herbeuse, avec sur le versant est des cirques rocheux et zones enrochées. Le groupe de Fairfield se trouve au sud de la région, et forme un paysage similaire avec des parois rocheuses imposantes et des petites vallées débouchant sur la vallée Patterdale. Elle culmine à Red Screes dominant le col Kirkstone.

### Faune et flore
Les collines les plus hautes sont couvertes de roches, les plus basses sont couvertes de landes, remarquables pour leurs grandes fougères et leurs bruyères. En dessous de la ligne des arbres, les forêts de chênes côtoient les plantations de pins faites au XXe siècle. Une grande partie de la région est souvent marécageuse en raison de la forte pluviométrie.
On y rencontre plusieurs races ovines très rustiques et élevées à l'air libre, comme le rough fell, le swaledale, le herdwick et le dalesbred.

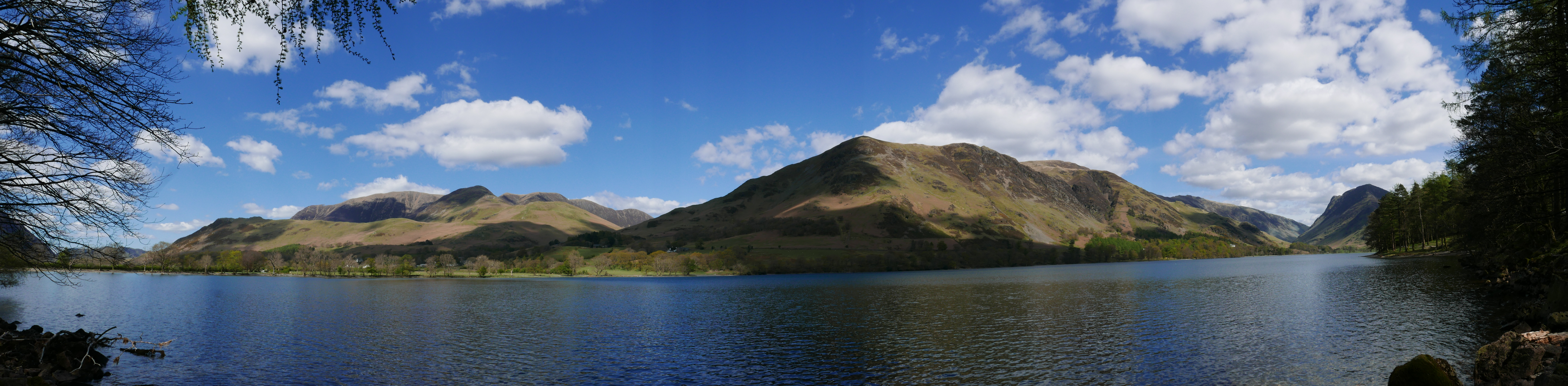
Montagnes autour du lac de Buttermere.

## Protection environnementale
Le Lake District est l'un des parcs nationaux les plus densément peuplés. Sa superficie totale est d'environ 2 362 km2. La région a été classée parc national en 1951. Sa dernière extension remonte au 1er août 2016.